# Traité d'Ardres

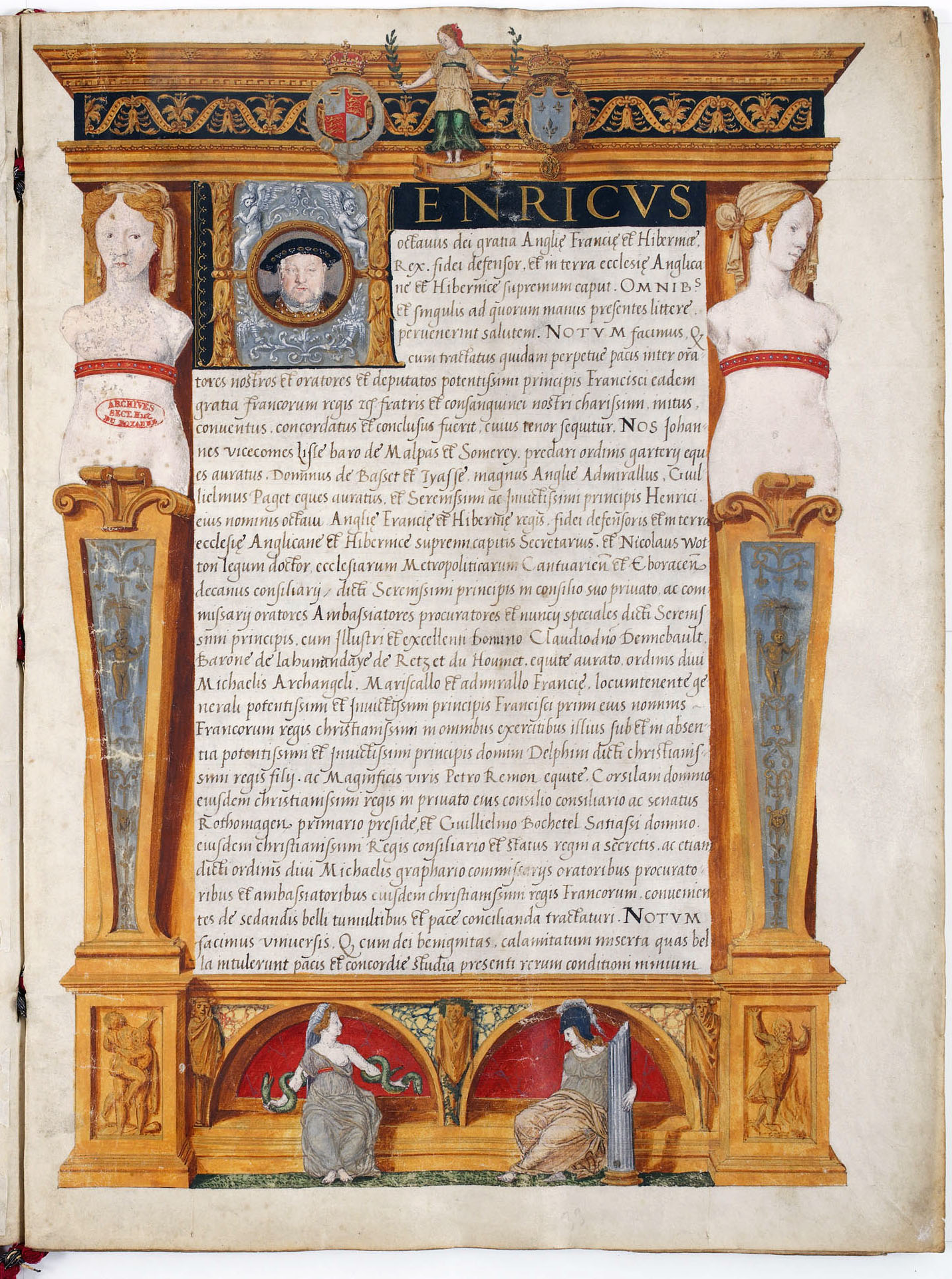
Ratification par Henri VIII, roi d'Angleterre, du traité d'Ardres conclu le 7 juin 1546 avec François Ier. Archives nationales AE/III/33

En 1546, le traité d'Ardres met un terme à la guerre entre François Ier, roi de France et Henri VIII, roi d'Angleterre, débutée par la signature d'un traité d'alliance entre ce dernier et l'empereur Charles Quint le 11 février 1543.

## Détails du traité
Charles Quint avait conclu une paix séparée avec François Ier en septembre 1544, la trêve de Crépy-en-Laonnois, laissant le roi d'Angleterre seul face au roi de France.
Les deux parties s'accordent sur la restitution de la ville de Boulogne à la France contre paiement de 140 000 écus, et confirment que Calais reste possession anglaise.
Le traité, d'abord ratifié par François Ier le 8 juin 1546, est contresigné au palais de Westminster le 17 juillet 1546. Les négociateurs anglais étaient Edouard d'Hereford, William Paget, John de Lisle et Nicolas Wotton ; et les négociateurs français Claude d'Annebault, Pierre Remon et Guillaume Bochetel.
Ce traité restera toutefois sans exécution. La France ne reprendra Boulogne qu'en 1550, par le traité d'Outreau.